# St. Michael und Maria vom Skapulier (Postolin)

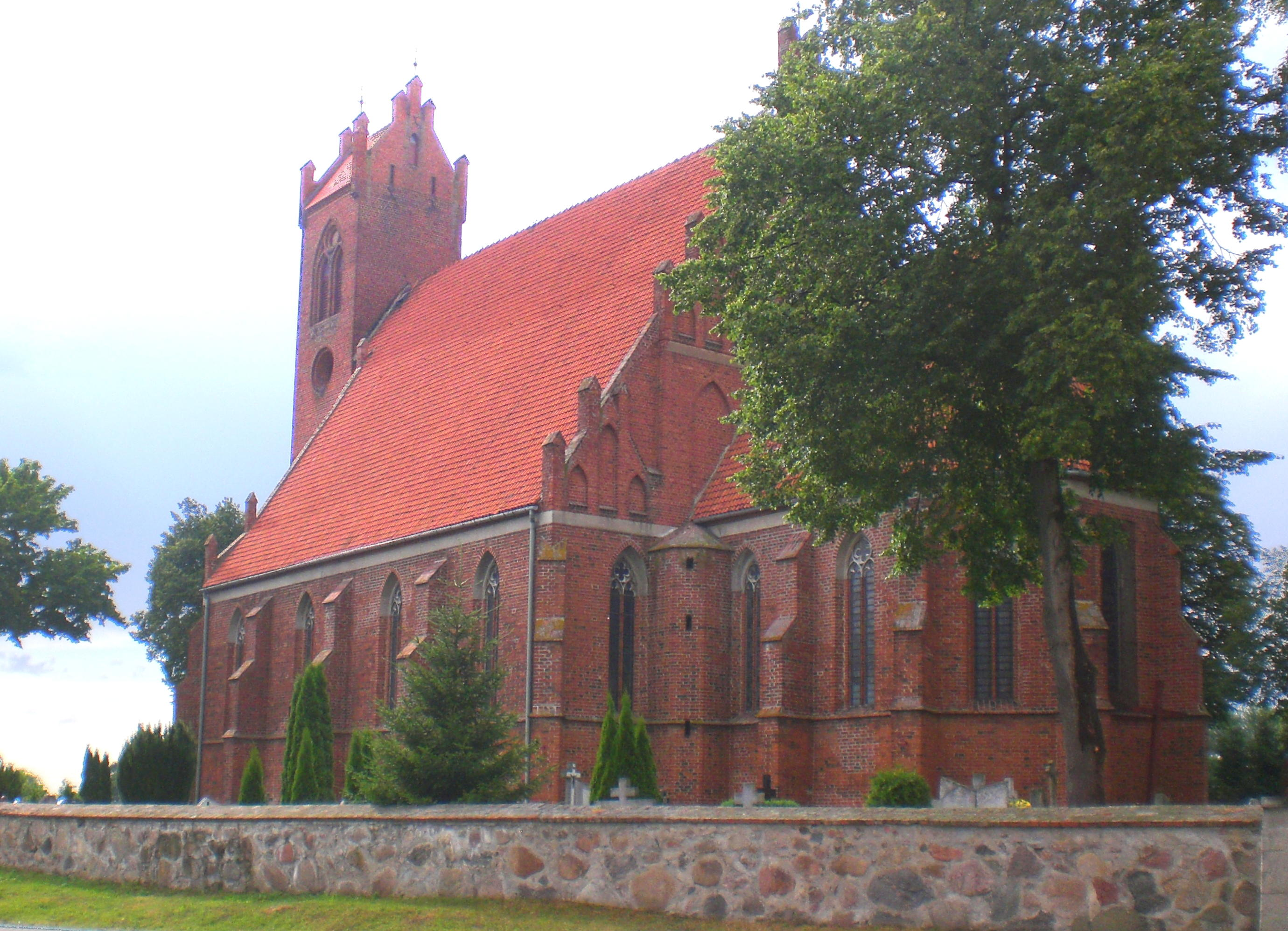
Kirche der Schulter Mariens

Die römisch-katholische Kirche St. Michael und Maria vom Skapulier in dem Dorf Postolin (deutsch Pestlin) in der Gemeinde Sztum in der polnischen Woiwodschaft Pommern ist eine gotische Backsteinkirche aus der Mitte des 14. Jahrhunderts. Auch in der Zeit der Zugehörigkeit des Ortes zum Königreich Preußen und ab 1918 zum Freistaat Preußen war es die katholische Kirche im Dorf. Der polnische Name lautet „Kościół św. Michała i Matki Boskiej Szkaplerznej“.
Die dreischiffige Hallenkirche wurde erst 1867/68 eingewölbt. Bei dem gleichen Umbau erhielt sie auch den neugotischen Turm.